# 蚕室セネ駅
蚕室セネ駅（チャムシルセネえき）は、大韓民国ソウル特別市松坡区蚕室洞にあるソウル交通公社2号線の駅。駅番号は「217」。

## 歴史
- 1980年10月31日 -ソウル特別市地下鉄公社2号線（当時）の 「新川（シンチョン）駅」として開業。
- 2005年1月1日 - ソウル特別市地下鉄公社がソウルメトロに改称。
- 2016年12月15日 - 駅名を「蚕室セネ」に改称。
- 2017年5月31日 - ソウルメトロとソウル特別市都市鉄道公社が統合され、ソウル交通公社の駅となる。

### 駅名について
新川駅の駅名に対して、麻浦区にある同じ2号線の新村（シンチョン）駅（신촌역）と発音が似ていて紛らわしいことや、住所表示の変更で新川洞ではなく蚕室本洞に所在するようになったことから、区議会において改称が提議された。その結果、「新川」を朝鮮語固有語に置き換えた「セネ」（新川/새내）を付け、蚕室セネ駅に決定した（地名を元に創作された名称であり、周辺に「蚕室セネ」という地名は存在しない）。駅名の改称は2016年12月15日からであったが、構内の案内表示の変更は同年12月29日に完了した。
なお、中国語（簡体字）での正式な表記は「蚕室新川」となっている。

## 駅構造

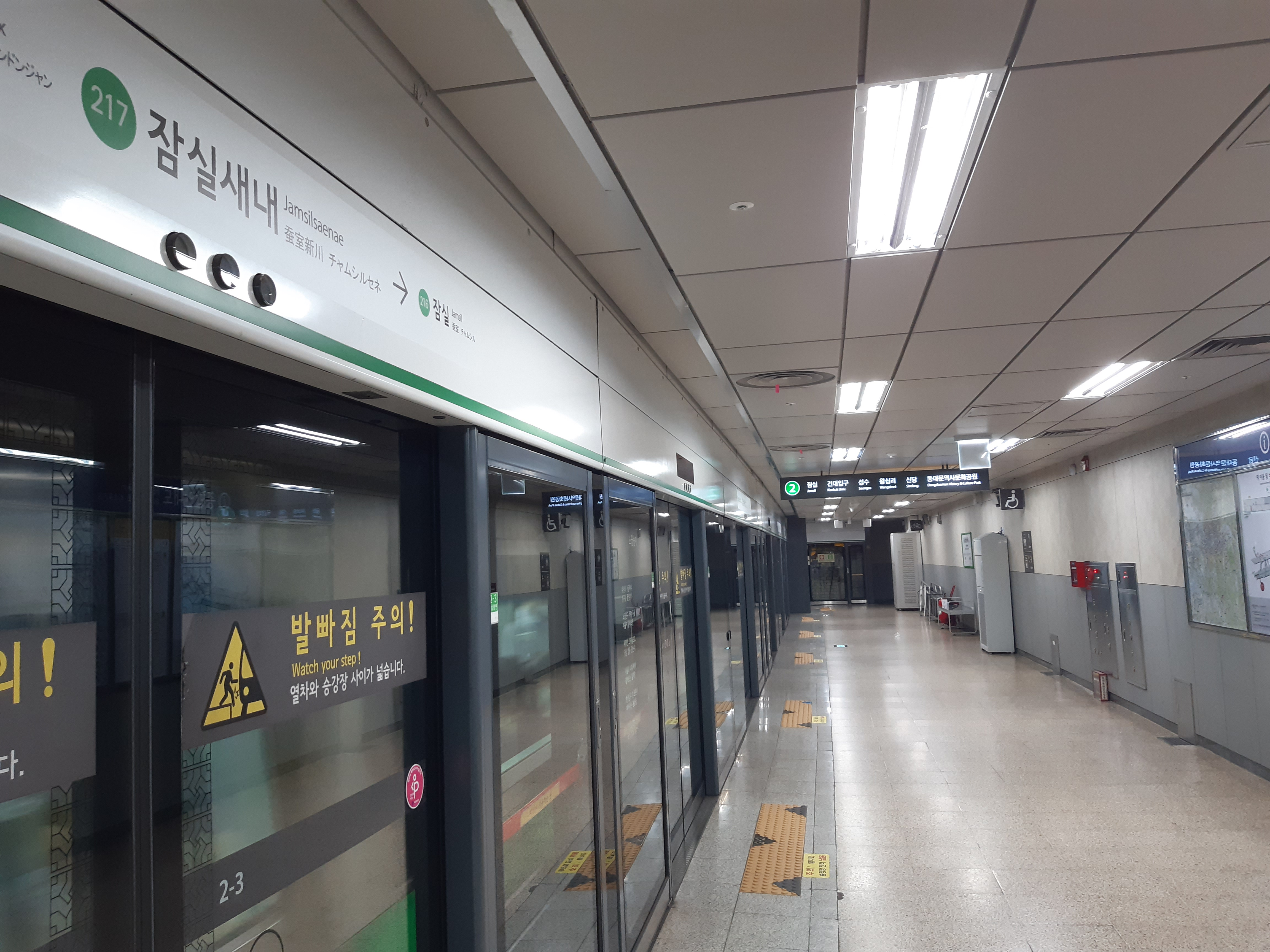
ホーム

相対式ホーム2面2線を有する地下駅で、フルスクリーンタイプのホームドアが設置されている。
改札口は2ヶ所あるが、両方とも内回り・外回りホーム別々に設置されており、改札内でのホーム間の移動はできない。化粧室は改札外にある。
エレベーター完備。出入口は1番から8番までの計8ヶ所ある。

### のりば
案内上ののりば番号は設定されていない。
| 内回り | 2号線 | 宣陵・江南・教大・舎堂方面       |
| 外回り | 2号線 | 蚕室・建大入口・聖水・往十里方面 |

## 利用状況
近年の一日平均利用人員推移は下記のとおり。
| 路線  | 路線     | 2000年 | 2001年 | 2002年 | 2003年 | 2004年 | 2005年 | 2006年 | 2007年 | 2008年 | 2009年 | 出典  |
| ----- | -------- | ------ | ------ | ------ | ------ | ------ | ------ | ------ | ------ | ------ | ------ | ----- |
| 2号線 | 乗車人員 | 26,992 | 27,841 | 28,248 | 25,844 | 21,415 | 18,601 | 18,555 | 18,337 | 21,826 | 26,993 | [ 1 ] |
| 2号線 | 降車人員 | 25,936 | 26,576 | 27,498 | 25,296 | 21,612 | 18,575 | 18,219 | 17,715 | 20,866 | 25,461 | [ 1 ] |
| 2号線 | 乗降人員 | 52,928 | 54,417 | 55,746 | 51,140 | 43,028 | 37,176 | 36,774 | 36,052 | 42,692 | 52,454 | [ 1 ] |
| 路線  | 路線     | 2010年 | 2011年 | 2012年 | 2013年 | 2014年 | 2015年 |        |        |        |        | [ 1 ] |
| 2号線 | 乗車人員 | 27,006 | 27,209 | 27,349 | 27,558 | 27,965 | 27,011 |        |        |        |        | [ 1 ] |
| 2号線 | 降車人員 | 25,483 | 25,874 | 26,164 | 26,468 | 27,183 | 26,437 |        |        |        |        | [ 1 ] |
| 2号線 | 乗降人員 | 52,489 | 53,083 | 53,513 | 54,025 | 55,148 | 53,449 |        |        |        |        | [ 1 ] |

## 駅周辺
高層アパートが建ち並び、南側には繁華街が広がる。
- 蚕室エルス（朝鮮語版）
- 蚕室リセンツ（朝鮮語版）
- 蚕室トゥリジウム（朝鮮語版）
- セマウル市場
- 蚕室2洞住民センター
- 蚕室2洞郵便局
- 永東一高等学校（朝鮮語版）
- ロブス（朝鮮語版）蚕室セネ店
- 蚕新高等学校（朝鮮語版）
- 蚕新中学校（朝鮮語版）
- ソウル蚕新初等学校（朝鮮語版）
- ソウル蚕一初等学校（朝鮮語版）
- 蚕一高等学校（朝鮮語版）
- ソウルポドゥル初等学校（朝鮮語版）
- 新川中学校（朝鮮語版）
- 漢江公園（朝鮮語版）（蚕室地区）

## 隣の駅
ソウル交通公社
 2号線
蚕室駅 (216) - 蚕室セネ駅 (217) - 総合運動場駅 (218)